# Texas State Historical Association
La Texas State Historical Association (TSHA) est une association à but non lucratif consacrée à l'histoire du Texas. Elle est fondée le 2 mars 1897 à Austin (Texas), aux États-Unis. En novembre 2008, TSHA déménage ses bureaux d'Austin à l'université de North Texas à Denton. En 2015, les bureaux sont de nouveau transférés à l'université du Texas à Austin.
La TSHA publie le Handbook of Texas, une encyclopédie complète sur la géographie, l'histoire et les personnages historiques du Texas.